# Chercher ~샤르세~
《Chercher ~샤르세~》란 KOTOKO의 메이져 6번째 싱글을 말하는 것으로 제네온 유니버설 엔터테인먼트를 통해 2006년 10월 25일 발매되었다.

## 수록 곡
1. Chercher ~シャルシェ~ [4:39]
2. 月夜の舞踏会 [5:55]
3. Chercher ~シャルシェ~ (Instrumental)
4. 月夜の舞踏会 (Instrumental)